# U-Bahnhof Encarnação

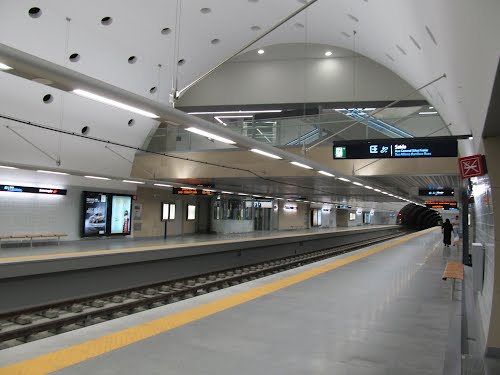
U-Bahnhof Encarnação

Encarnação ist ein U-Bahnhof der Linha Vermelha der Metro Lissabon, des U-Bahn-Netzes der portugiesischen Hauptstadt. Der Bahnhof befindet sich unter der Rua General Silva Freire in der Nähe der Kreuzung mit der Rua Capitão Tenente Oliveira e Carmo im Stadtviertel Encarnação der Lissabonner Stadtgemeinde Olivais. Die Nachbarbahnhöfe sind Moscavide und Aeroporto.
Den U-Bahnhof entwarf Alberto Barradas, der aus Kostengründen auch für die Ausgestaltung verantwortlich war. Wie üblich, erhielt der Bahnhof zwei 105 Meter lange Seitenbahnsteige, die Abgänge und die Aufzüge befinden sich jeweils in der Mitte des Bahnsteiges und führen zu einem Zwischengeschoss. Von dort gibt es jeweils einen Ausgang in Richtung Norden und in Richtung Süden, der Aufzug zur Straßenoberfläche befindet sich in der Mitte des Zwischengeschosses. Barradas wählte für die Ausgestaltung natürlich, dem menschlichen Auge bekannten Formen und Materialien. Während die Decke über den Seitenbahnsteigen nahezu komplett weiß gedeckt ist und von unten beleuchtet wird, dominiert grauer Stein das Zwischengeschoss.
Der U-Bahnhof ging am 17. Juli 2012 mit Eröffnung der nördlichen Verlängerung der Linha Vermelha zwischen dem Bahnhof Oriente und dem Flughafen Portela in Betrieb.

## Verlauf
Am U-Bahnhof bestehen Umsteigemöglichkeiten zu den Buslinien der Carris.
| Linie | Verlauf |
| ----- | --- |
|       | Aeroporto – Encarnação – Moscavide – Oriente – Cabo Ruivo – Olivais – Chelas – Bela Vista – Olaias – Alameda – Saldanha – São Sebastião |